# Kościół Imienia Maryi w Bączalu Dolnym

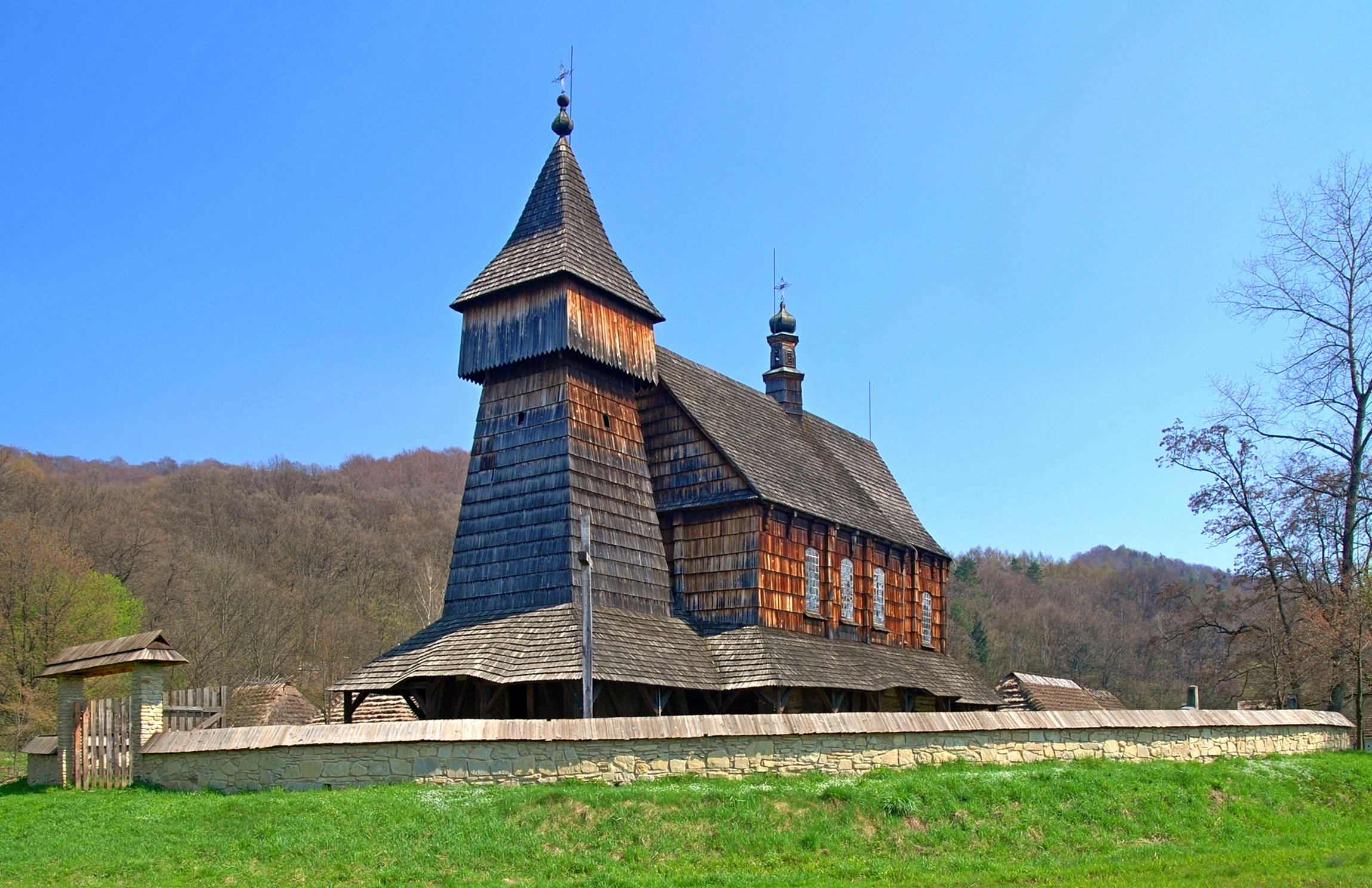
Kościół pw. św. Mikołaja z 1667 roku

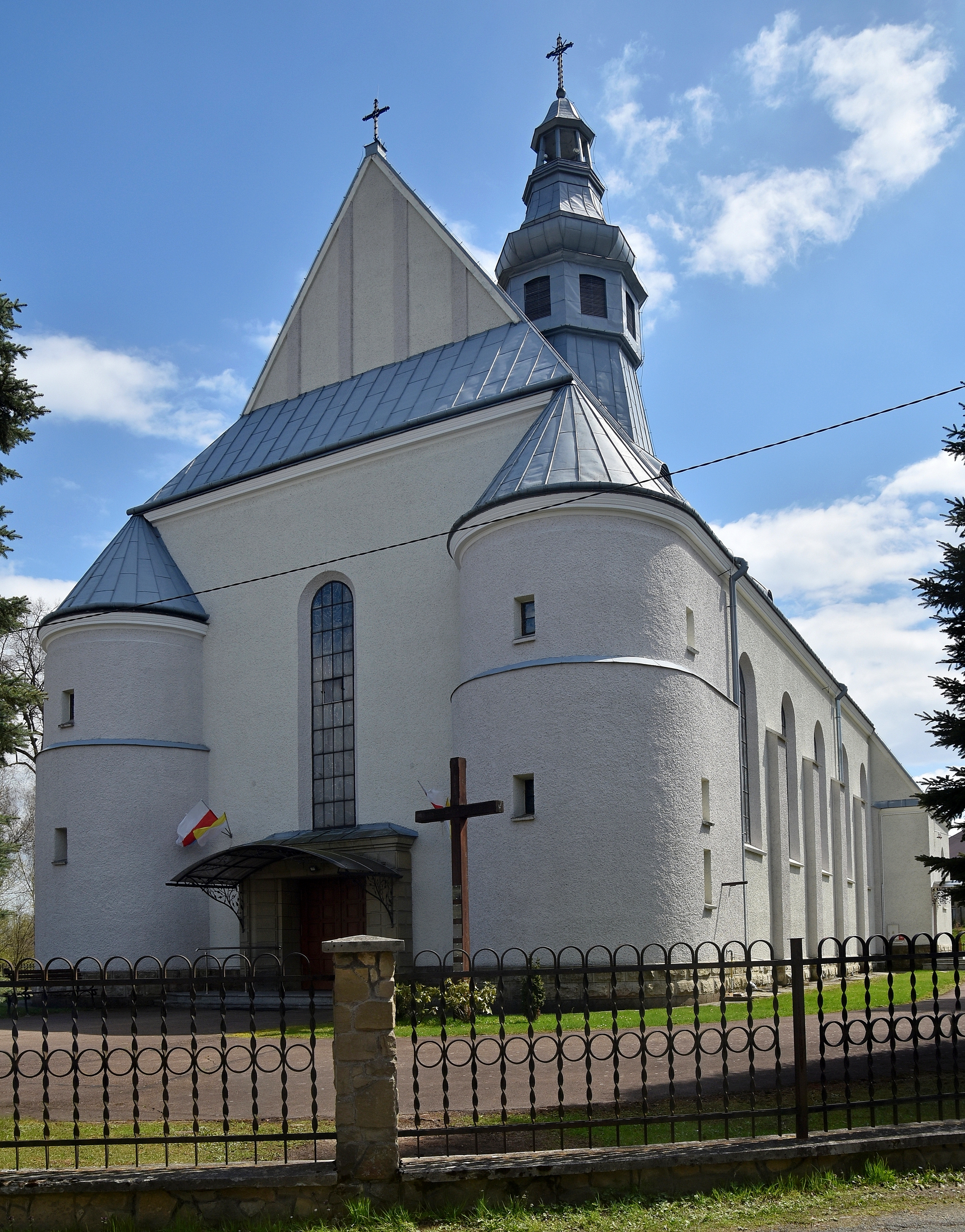
Elewacja frontowa

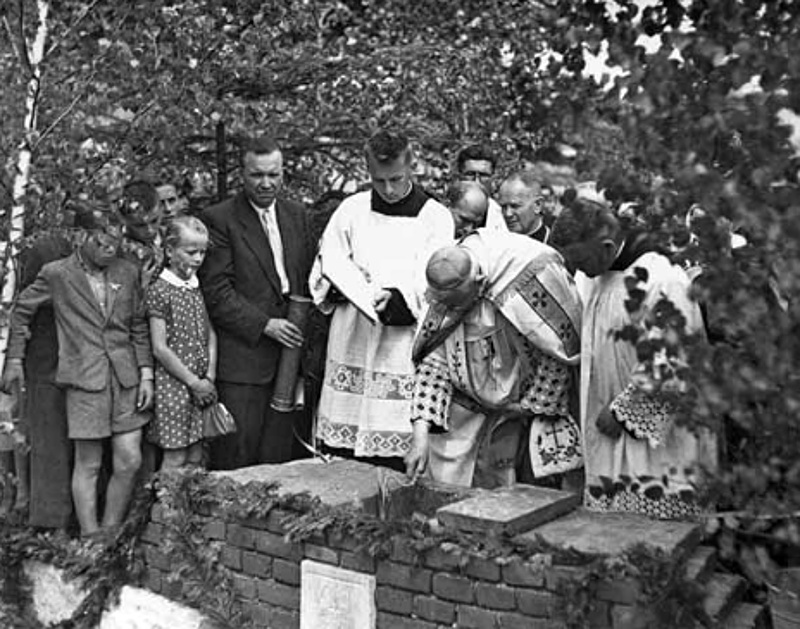
Wmurowanie kamienia węgielnego

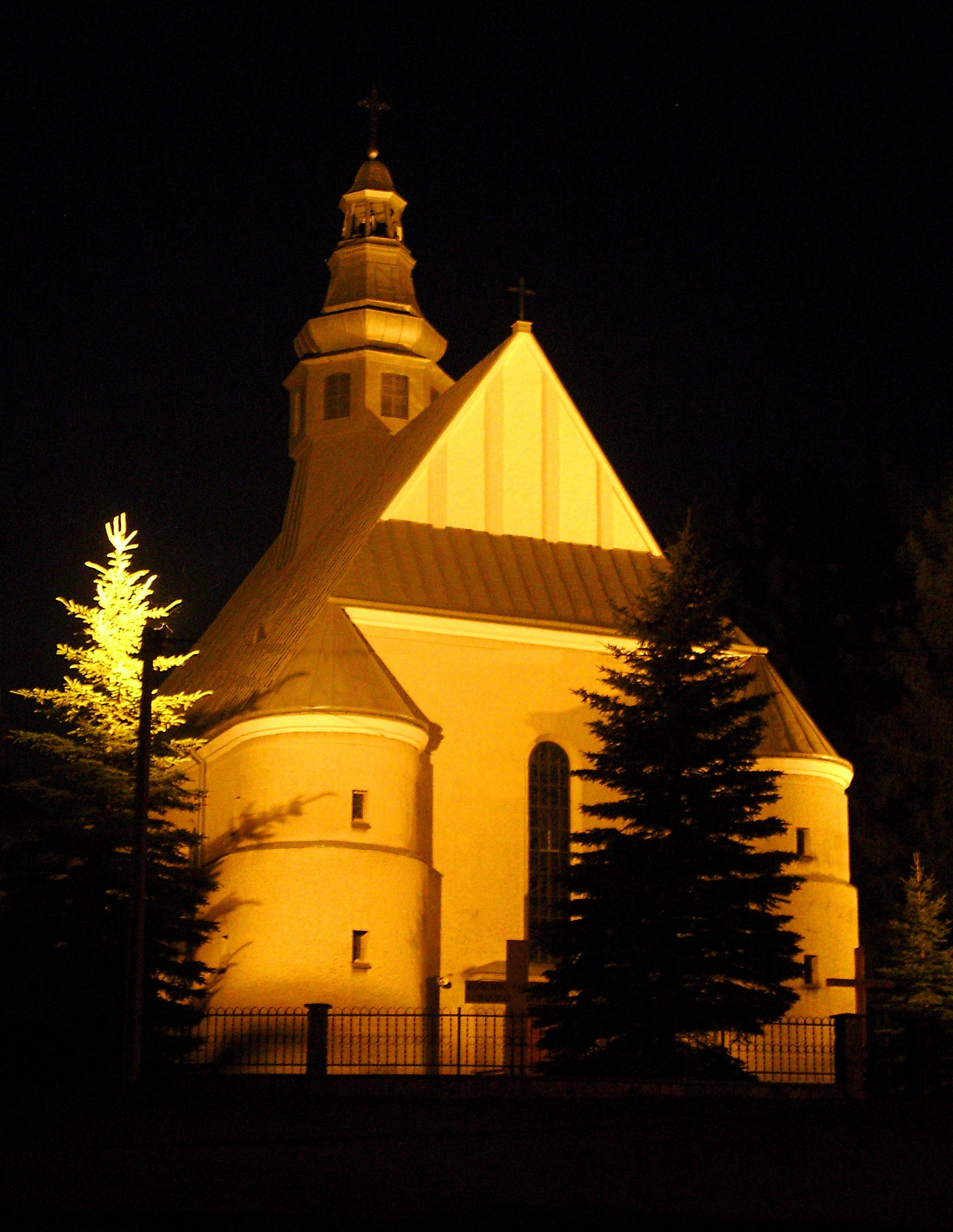
Budynek kościoła w nocnej iluminacji

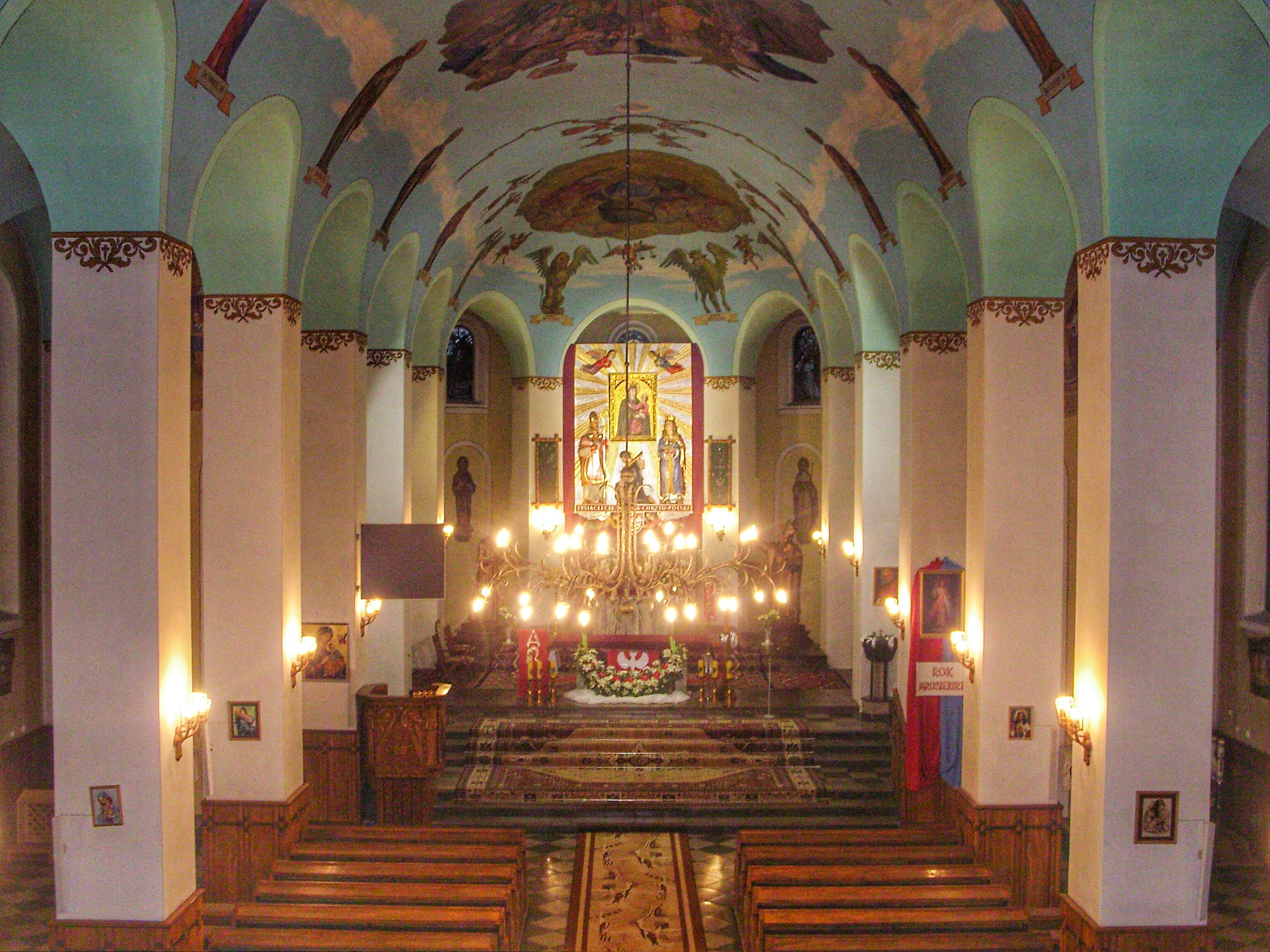
Wnętrze kościoła Imienia Maryi (noc)

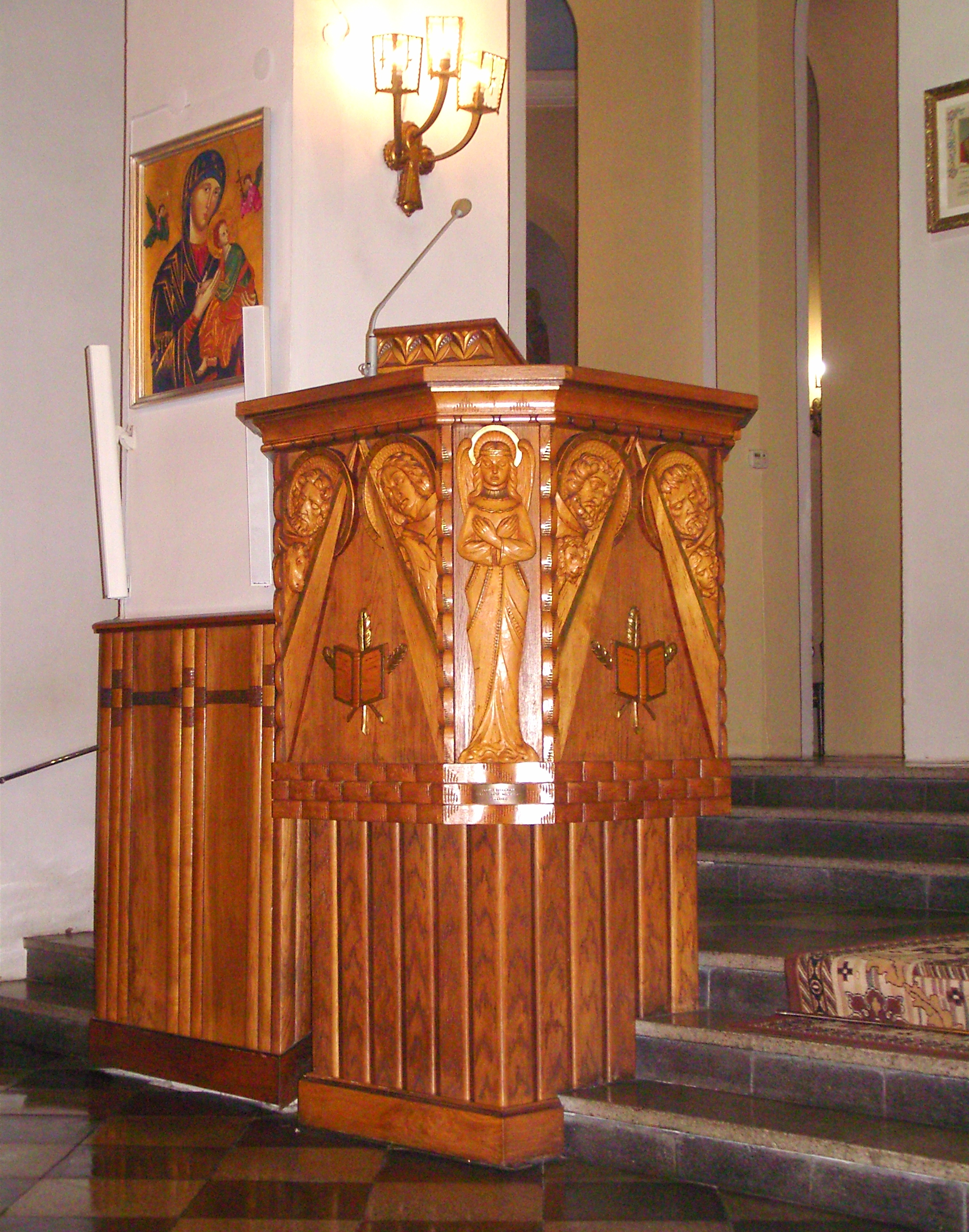
Drewniana, rzeźbiona ambona

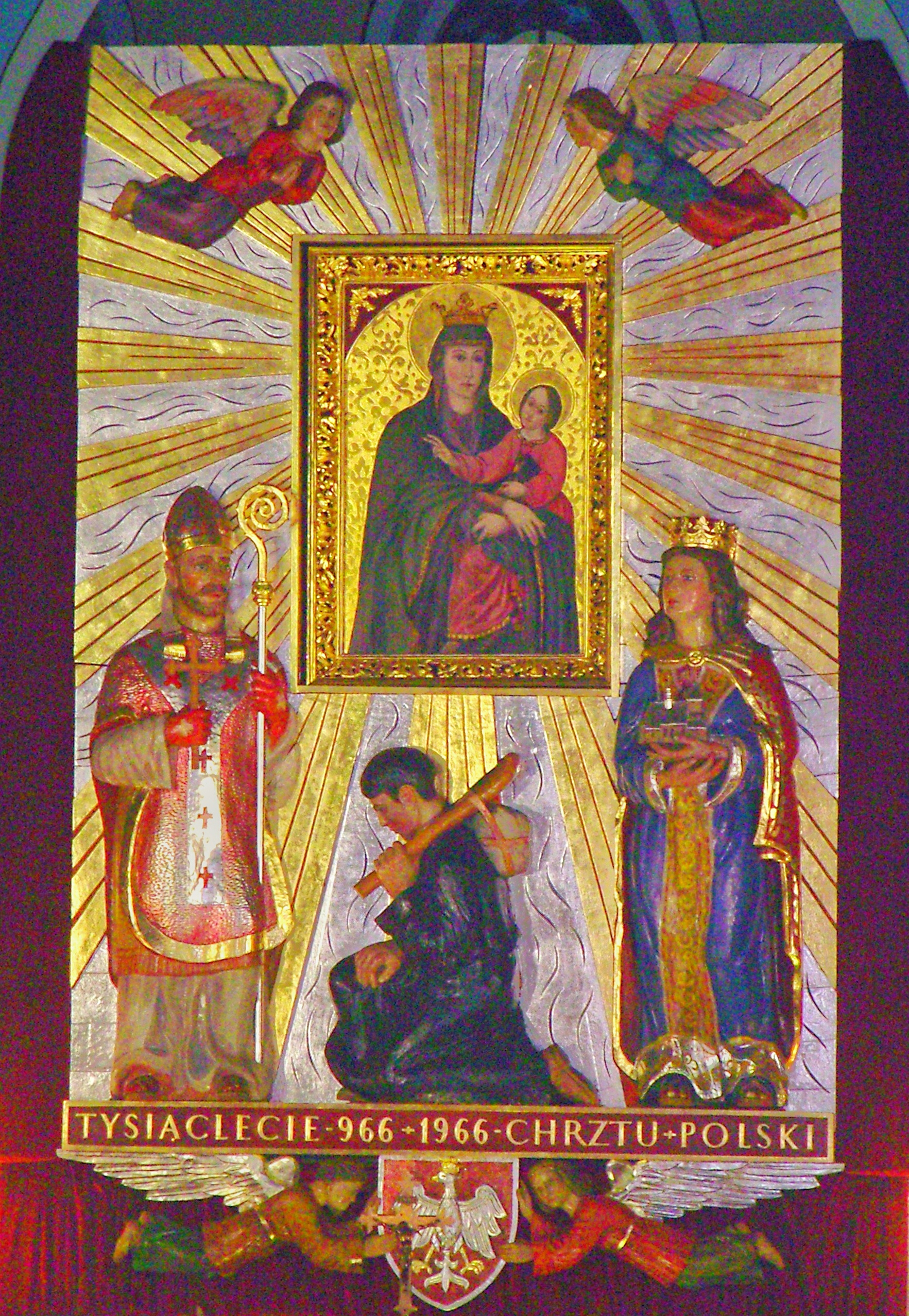
Retabulum ołtarza głównego

Kościół Imienia Maryi w Bączalu Dolnym – kościół parafialny obrządku rzymskokatolickiego, w dekanacie Jasło Zachód, na terenie diecezji rzeszowskiej. Jeden z nielicznych zachowanych przykładów historyzującego polskiego stylu narodowego (wariant: styl swojski) z elementami modernizmu. Zaprojektowany przez Eustachego Chmielewskiego.

## Historia
Kościół Imienia Maryi jest trzecią świątynią parafii św. Mikołaja i Imienia Maryi w Bączalu Dolnym, erygowanej w 1348 r.

### I kościół – tzw. „długoszowski”
Pierwszy modrzewiowy kościołek wzniesiony przed 1400 rokiem, o którym wspomina polski kronikarz i historyk Jan Długosz w swojej księdze "Liber beneficiorum", został zniszczony najprawdopodobniej w czasach potopu szwedzkiego, być może przez oddział Patryka Gordoma.

### II kościół – pw. św. Mikołaja
Kolejny, późnogotycki kościół pw. św. Mikołaja został wybudowany lub (jak domniemają historycy) gruntowanie przebudowany z zachowaniem starszych elementów w 1667 roku, poświęcony przez bpa krakowskiego Tomasza Oborskiego w 1639 I konsekrowany najpewniej w 1669 przez bpa Andrzeja Trzebickiego bądź Mikołaja Oborskiego, pełnił funkcję kościoła parafialnego przez kolejne 300 lat. Na przełomie XVIII/XIX wieku stał na terenie sołectwa Bączal Górny. W 1848 roku dobudowano murowana kaplicę. Odrestaurowany w 1865. W 1959 wpisany do rejestru zabytków, w latach 1974-1975 został rozebrany i przeniesiony do skansenu w Sanoku. Pozostałością po obiekcie są zachowane podziemia.

### III kościół – pw. Imienia Maryi
Wybudowany w typie kościoła halowego i różnej wysokości naw - pseudobazyliki w latach 1957 (wmurowanie kamienia węgielnego przez bpa Franciszka Bardę) – 1959 staraniem ks. prałata Stanisława Czernieca. Pierwsze prace związane z realną budową kościoła zostały zainicjowane przez ks. Floriana Zająca (proboszcza w latach 1939-1948), który rozpisał konkurs na projekt kościoła, zgromadził materiały budowlane (wapno, drewno, żwir) i wykonał fundamenty.
W tym celu, pomimo trudności związanych z panującą wówczas polityką laicyzacyjną prowadzoną przez władze PRL został założony Komitet Budowy Kościoła, który otworzył cegielnię produkującą materiał specjalnie do potrzeb budowy kościoła. Do 1974 roku stał w sąsiedztwie drewnianego kościoła św. Mikołaja z 1667, który obecnie jest jednym z najcenniejszych eksponatów Muzeum Budownictwa Ludowego w Sanoku.
Poświęcony 4 października 1959 przez bpa Wojciecha Tomakę, a następnie konsekrowany w Roku Jubileuszowym 1000-lecia chrztu Polski (966-1966) przez bpa Stanisława Jakiela. Do 1992 roku stał w granicach diecezji przemyskiej, a po zmianach administracyjnych proklamowanych bullą „Totus tuus Poloniae populus” na terenie diecezji rzeszowskiej.
Kilkukrotnie remontowany i doposażany, w tym m.in. w latach 90. XX wieku i w 2015 roku. Kościół i jego otoczenie jest miejscem schronienia i żerowania dla kolonii letniej objętego ochroną ścisłą mroczka późnego - jednego z największych polskich nietoperzy. 

## Styl architektoniczny
Kościół Imienia Maryi w Bączalu Dolnym kwalifikuje się jako wzniesiony w nawiązaniu do historyzującego polskiego stylu narodowego (w wariancie stylu swojskiego) zmierzającego w stronę modernizmu według drugiego projektu sporządzonego przez lwowskiego architekta Eustachego Chmielewskiego na polecenie ówczesnego proboszcza ks. Floriana Zająca, który został skierowany na placówkę duszpasterską po przedwczesnej śmierci ks. Pawła Matuszewskiego.
W jego bryłę w sposób spójny włączono wiele motywów charakterystycznych dla stylu swojskiego, opisanego głębiej po raz pierwszy w 1910 roku i wchodzącego w skład szerzej rozumianego polskiego stylu narodowego, który w tym konkretnym przypadku został potraktowany na sposób modernistyczny.

### Polski styl narodowy
Wspomnianymi elementami nadającymi charakter stylu swojskiego w nurcie polskiej architektury narodowej są: wysokie wieże – dzwonnice (nawiązanie do elementów ludowych), gotycuzujące baszty obronne i strome szczyty fasadowe, spadziste dachy – nawiązanie do typowego sakralnego budownictwa drewnianego, kaplice o klasycznych, symetrycznych kształtach – nawiązanie do renesansu czy półkoliście zamknięte otwory okienne i drzwiowe zdobione witrażami (romanizm, barok), umiejętne uchwycenie „genius loci” poprzez zastosowanie właściwej skali w stosunku do funkcji i otoczenia.

### Modernizm
Wszystkie wspomniana powyżej cechy historyzujące zostały uproszczone, w duchu funkcjonalności form modernistycznych według indywidualnego zamysłu architekta, który tworzył obiekty doby wczesnego modernizmu, głównie w Poznaniu, Katowicach i Warszawie. Tak więc zarówno fasada kościoła jak i jego elewacja, nie odznaczają się wieloma zdobieniami.

## Architektura zewnętrzna

### Korpus
Kościół w układzie halowym lub pseudobazylikowym o węższych nawach bocznych ze sklepieniami krzyżowymi. Prezbiterium zamknięte absydą, zwrócone ku wschodowi, z obejściem, połączone wspólnym sklepieniem kolebkowym z nawą główną. Obiekt otoczony przyporami wzmacniającymi ściany i przenoszącymi ciężar sklepień. Podpiwniczony. Cokół kościoła stanowią ciosy kamienne wykonane z piaskowca ciężkowickiego. Przy zetknięciu prezbiterium z korpusem nawowym, od północy przylega kaplica wzorowana na Kaplicy Zygmuntowskiej w Krakowie, a od południa zakrystia. Po stronie zachodniej nawy znajduje się kruchta, a nad nią empora. Pozostałe, boczne kruchty znajdują się po stronie północnej oraz południowej i prowadzą bezpośrednio do prezbiterium. Nocą budynek świątyni wyeksponowany jest z otoczenia za pomocą iluminacji świetlnej.

### Fasada
Fasadę budowli tworzą dwie baszty obronne z ambrazurami, czyli otworami strzelniczymi. Główne wejście znajduje się po stronie zachodniej, zdobi je kamienny, modernistyczny portal, nad nim wysokie okno witrażowe zakończone półkoliście. Szczyt wnękowy wzorowany na architekturze gotyckiej zwieńczony jest pozornymi blendami.

### Wieża
Kościół przykrywa jeden wspólny dach nad trzema nawami o powierzchni ponad 1200m². Wysoka, smukła wieża pobita blachą, nawiązująca do francuskiego budownictwa doby baroku zwieńczona otwartą loggią widokową i mieszcząca dzwon – sygnaturkę umiejscowiona jest pośrodku dachu nad nawami. Z loggii szeroki pejzaż na okoliczne Pogórza: Ciężkowickie i Jasielskie, Pasmo Magurskie w Beskidzie Niskim oraz przy sprzyjającej pogodzie odległe o ponad 100 km – Tatry Wysokie.

## Kościół wewnątrz

### Nawa główna
Nawa główna zbliżona do prostokąta, zamknięta sklepieniem kolebkowym wspartym na dwóch szeregach prostych, masywnych filarów, których trzon zdobi drewniana lamperia; bez wyraźnego przejścia z nawy głównej do prezbiterium – spajanie korpusu z prezbiterium to jedna z cech promowanych w tworzeniu swojskiego stylu narodowego. Całość pokryta wielobarwną polichromią z motywami ornamentalnymi i scenami biblijnymi oraz wydarzeniami historycznymi.
Większość wyposażenia nawy głównej pochodzi z lat budowy kościoła, w tym okresie powstały m.in.:
- 42 drewniane ławy (dwa szeregi po dwadzieścia jeden w każdym),
- dekoracyjne kinkiety oświetleniowe,
- żyrandol z motywami roślinnymi (współczesny),

### Prezbiterium
Prezbiterium szerokości równej nawie głównej, orientowane, a więc zwrócone w kierunku wschodnim. Od reszty korpusu kościoła wydzielone kilkustopniowym podwyższeniem (siedem schodów do ołtarza, dziesięć do tabernakulum), przez co nazywane jest chórem kapłańskim. Schody prowadzące do prezbiterium stanowią swoistą ewokację drabiny jakubowej. Zamknięte absydą, wzbogacone arkadowym ambitem (ambulakr) i dostawioną kaplicą. Warte uwagi są:
- nastawa ołtarza głównego z obrazem Matki Bożej z Dzieciątkiem ~1630 i półplastycznymi wizerunkami katolickich patronów Polski: św. Wojciechem Biskupem, św. Stanisławem Kostką i św. Jadwigą Śląską oraz parą polichromowanych aniołów i inskrypcją: Tysiąclecie (966 – 1966) Chrztu Polski wraz z godłem Polski okresu piastowskiego podtrzymywanym przez kolejne anioły w trakcie lotu. Zwieńczony monogramem Imienia Maryi. W sąsiedztwie ręcznie kute oświetlenie ozdobne.
- tabernakulum,
- bogato rzeźbiona ambona z litego drewna z wizerunkami aniołów i ewangelistów, autorstwa J.K. Koczapskiego,
- sedilia, czyli tron celebransa i koncelebransów,
- rzeźbiony pulpit muzyczny,
- chrzcielnica wykonana w pracowni Eugeniusza Dacyla, z czarnego i białego marmuru,
- posągi: św. Ojca Pio oraz papieża Jana Pawła II (współczesne)[14],

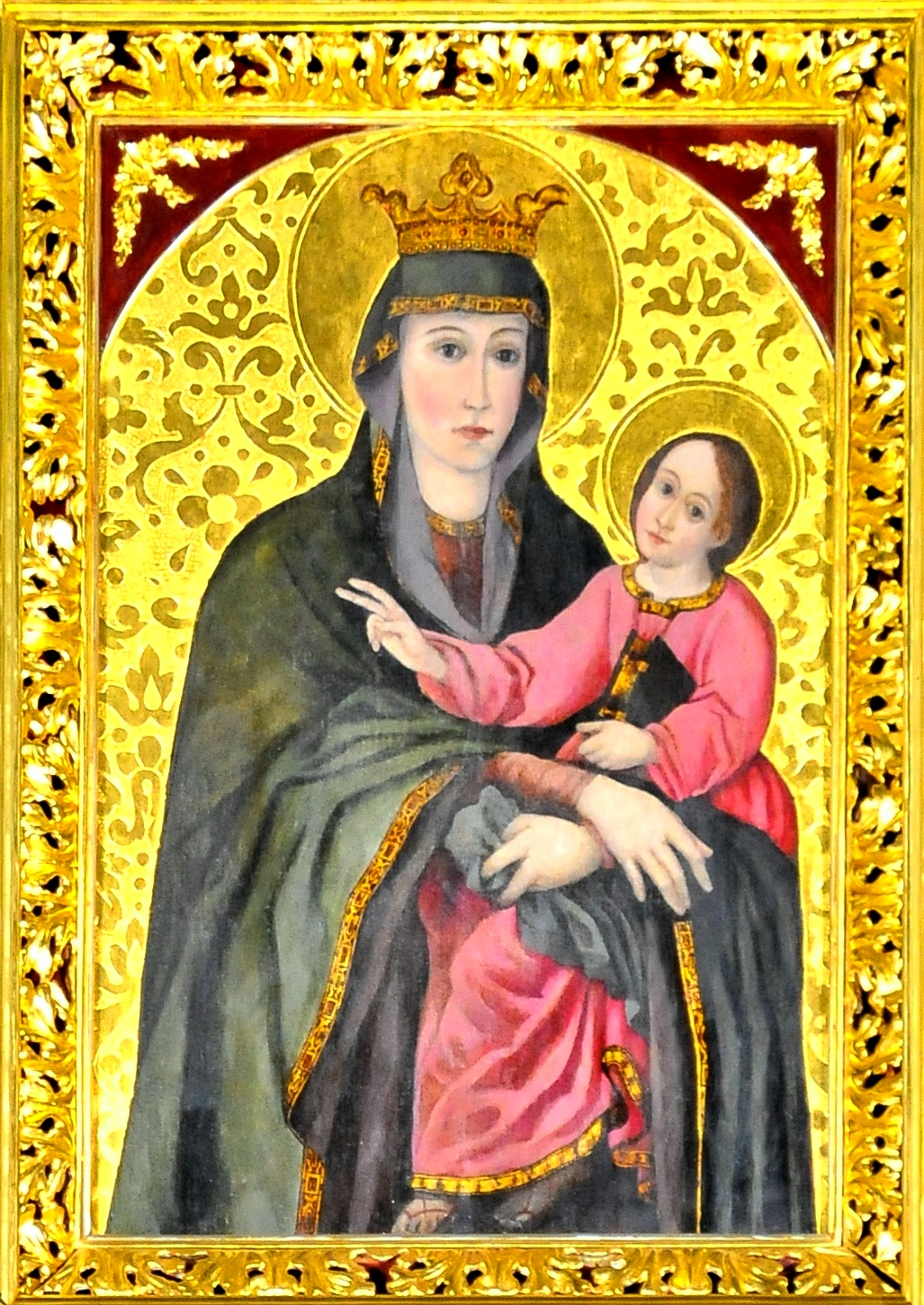
Obraz Matki Bożej Bączalskiej

#### Obraz Matki Bożej Bączalskiej
Łaskami słynący obraz Matki Bożej z Dzieciątkiem (Śnieżnej), zwanej również Matką Bożą Bączalską (w ołtarzu głównym)  – namalowany temperą na lipowej desce i datowany na lata 1620-1640 lub nawet na XVI wiek. Autorstwo i pracownia wykonania obrazu pozostają tajemnicą.
Matka Boża przedstawiona jest w postawie stojącej w 3/4 postaci. Zamyślona postać Maryi ma wzrok skierowany w kierunku widza. Głowa i ramiona Matki Bożej przykryte są długim ciemnozielonym płaszczem (gr. maforion) obrzeżonym misterną, złotą krajką (będącym symbolem miłosierdzia), spod którego widać karmazynową suknię. Obie dłonie Maryi krzyżują się ze sobą obejmując Dzieciątko podtrzymywane na lewym ramieniu. W lewej dłoni Maryi widoczna jest zielona chusta (gr. mappula). Charakterystyczną cechą prezentacji Maryi jest układ rozchylonych palców jej dłoni. Maryja udekorowana jest koroną. Dzieciątko ubrane jest w długą czerwoną sukienkę (gr. chiton), spod której widnieją Jego bose stopy. Wzrok Dzieciątka skierowany jest na Maryję. Jego prawa rączka ze złączonymi dwoma palcami, które w tradycji bizantyjskiej symbolizują dwie natury Chrystusa – boską i ludzką uniesiona jest w geście błogosławieństwa, a lewa podtrzymuje zamkniętą księgę, odwróconą tyłem do obserwującego widza. Zarówno głowę Maryi jak i Dzieciątka Jezus zdobią koliste aureole – nimby.
Filary po prawie i lewej stronie ołtarza głównego, w którym znajduje się łaskami słynący obraz Matki Bożej z Dzieciątkiem podtrzymują wota dziękczynne, ofiarowane przez parafian i pielgrzymów.

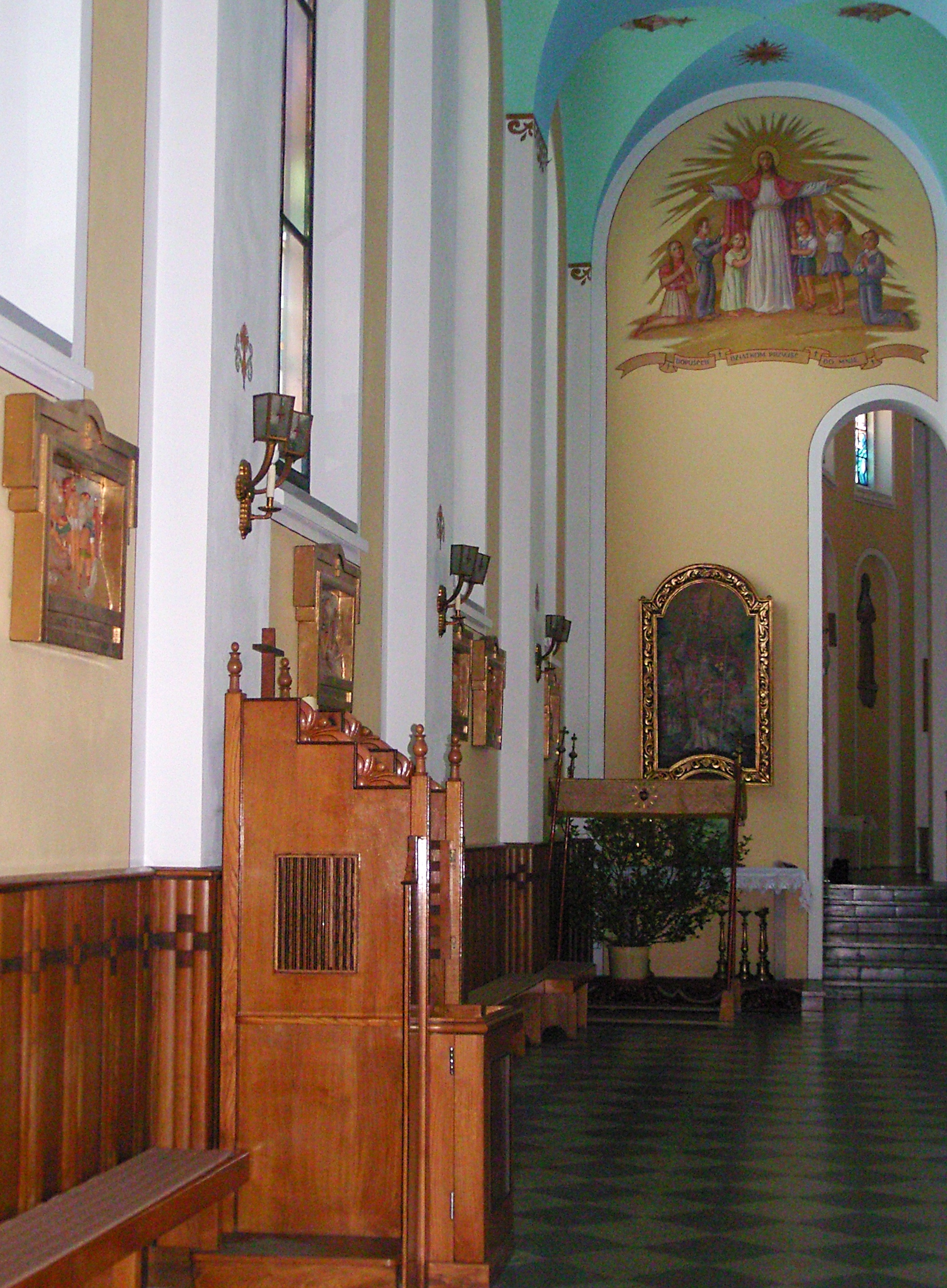
Nawa boczna z ołtarzem św. Mikołaja

### Nawy boczne

#### Nawa północna
Ulokowana po lewej stronie od prezbiterium. Zwieńczona sklepieniem krzyżowym gładkim przyozdobionym polichromią. Nawa mieści ołtarz boczny z zabytkowym obrazem św. Mikołaja – patrona parafii, pochodzący z ołtarza głównego byłego, drewnianego kościoła, sprzed 1667 nad którym wyeksponowana jest polichromowana scena z ewangelicznego błogosławieństwa dzieci. Ścianę zewnętrzną zdobi drewniana lamperia. Ponadto znajdują się tam również:
- reliefy (płaskorzeźby) kamiennych i polichromowanych stacji drogi krzyżowej,
- wejście na chór muzyczny, a na nim: organy piszczałkowe wykonane w 1879 przez Stanisława Janika i Tomasza Falla umieszczone w klasycznej szafie wiedeńskiej – nadal użytkowane,
- drewniana figura Chrystusa w Grobie z 1859 roku (wystawiana na czas Grobu Pańskiego),
- dwa drewniane konfesjonały oraz ławy przyścienne,

#### Nawa południowa
Ulokowana po prawej stronie od prezbiterium, sklepiona sklepieniem krzyżowym gładkim. Z ołtarzem bocznym, a w nim zabytkowy, XVII-wieczny obraz św. Antoniego, nad którym mieści się polichromia przedstawiająca cudowne rozmnożenie chleba. Przeciwległa ściana mieści polichromowaną scenę – „Jezus chodzi po Jeziorze Galilejskim”. Na stole ołtarzowym stoi współczesny obraz Matki Bożej Częstochowskiej będący pamiątką peregrynacji. Ścianę zewnętrzną zdobi drewniana lamperia. W nawie znajdują się także:
- reliefy (płaskorzeźby) kamiennych i polichromowanych stacji drogi krzyżowej,
- wejście do skarbca ulokowanego w baszcie, w którym przetrzymywane są rzeźby i feretrony wykonane po 1700 roku,
Najcenniejszy feretron z 1698 roku wykonany w kręgu Tomasza Dolabellego stanowi eksponat Muzeum Diecezjalnego,
- baldachim procesyjny ze stelażem, bogato zdobiony i haftowany,
- dwa drewniane konfesjonały, tkaninowe i haftowane chorągwie oraz ławy przyścienne,

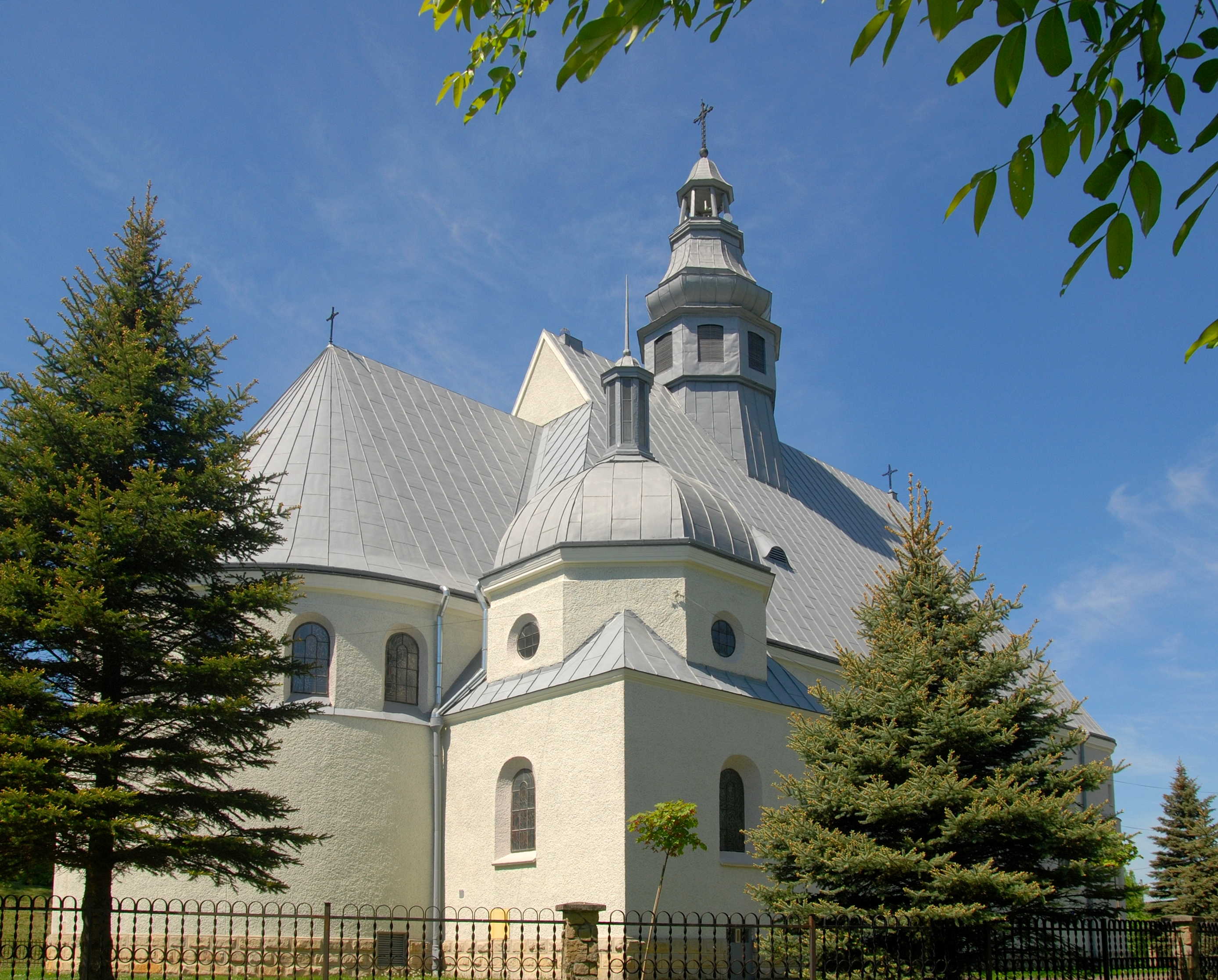
Kaplica Krzyża Świętego

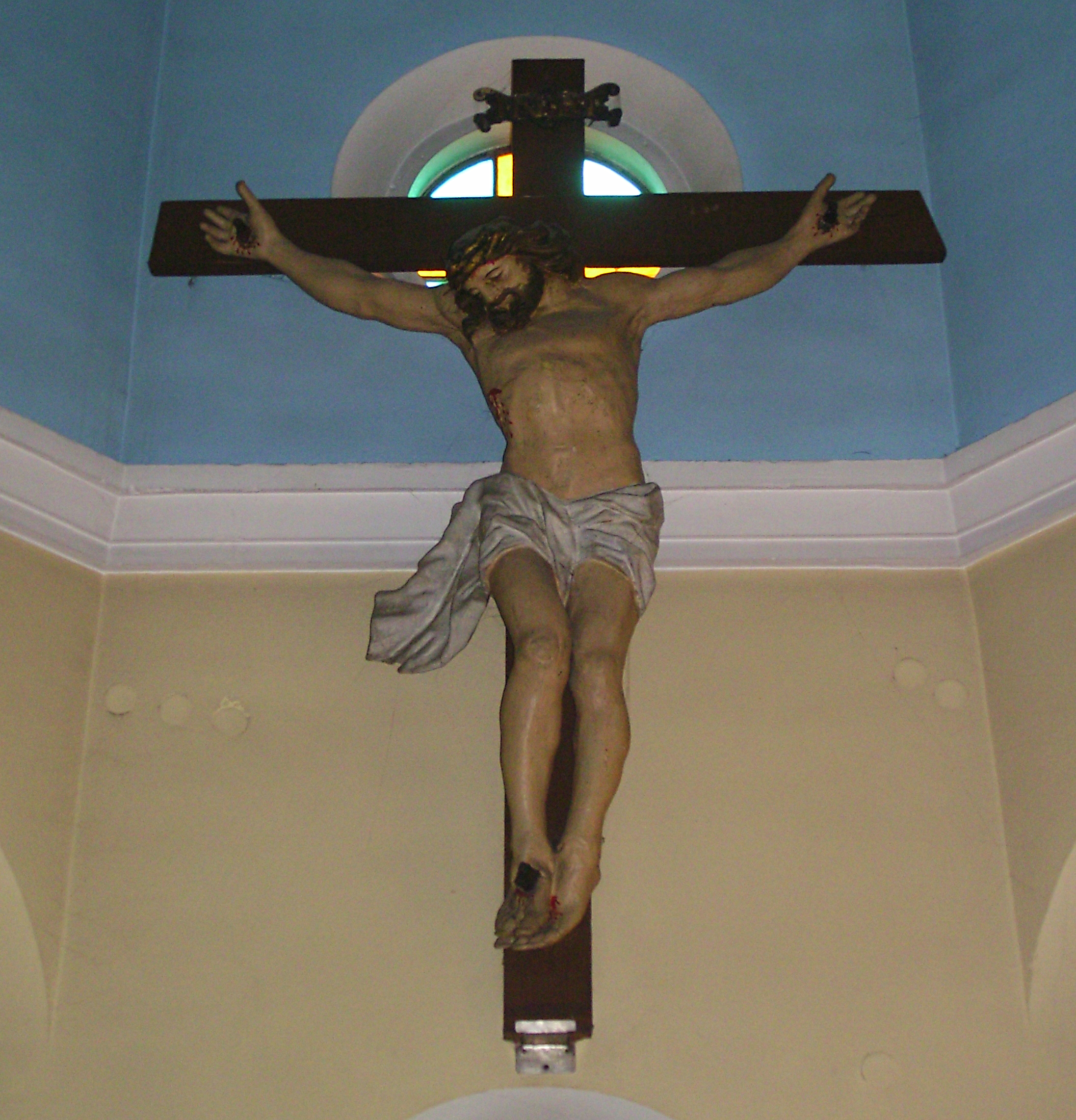
Monumentalny krucyfiks w kaplicy, sprzed 1721 roku

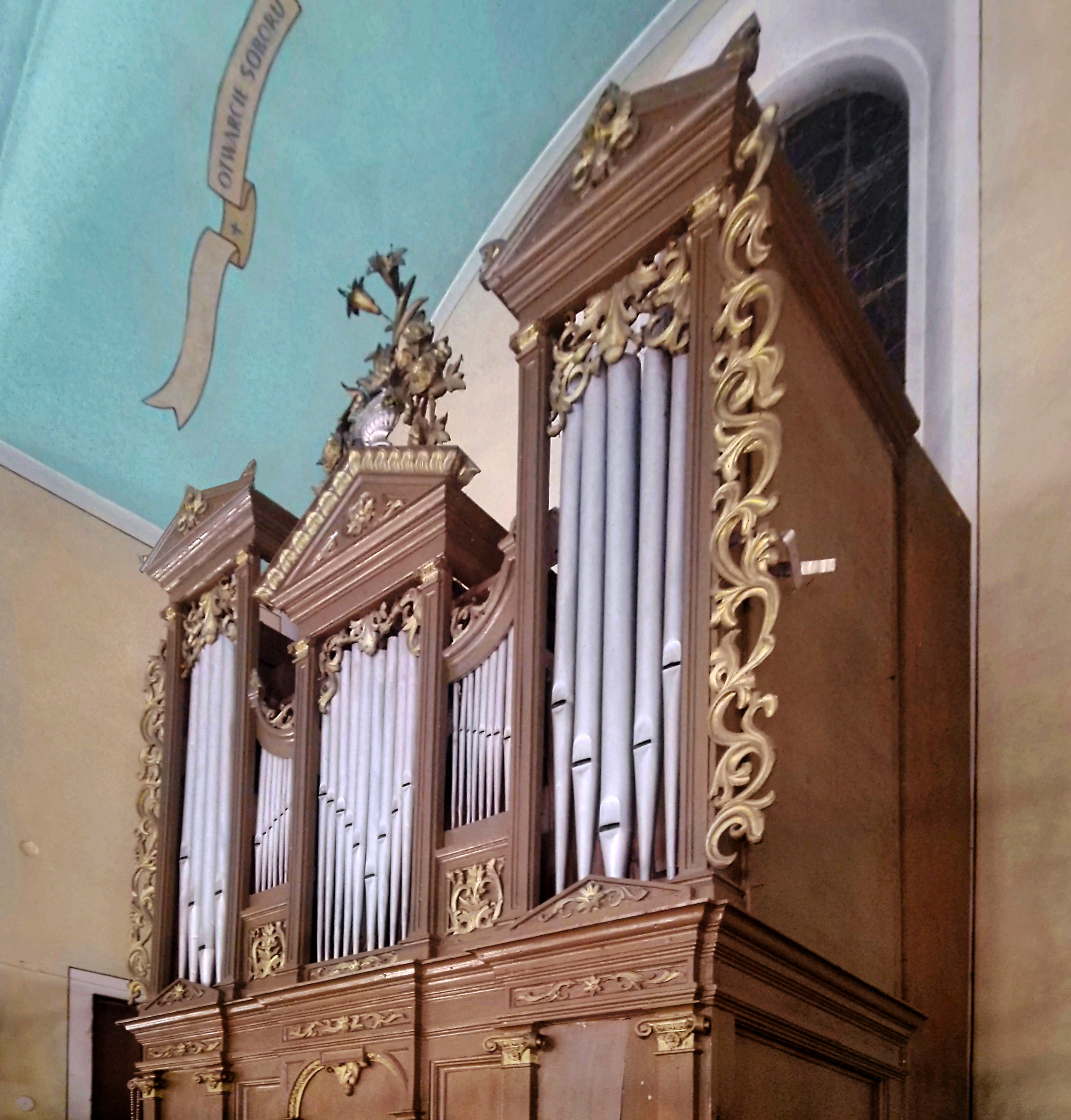
Prospekt organowy autorstwa Stanisława Janika i Tomasza Falla

### Polichromia
Korpus kościoła zdobi bogata dekoracja malarska z 1969 autorstwa Aleksandra Trojkowicza: na sklepieniu nawy głównej ukazująca ważne wydarzenia z historii Kościoła w Polsce, w tym: chrzest Polski z 966, sobór watykański II i victorię wiedeńską z 12 września 1683.
Sklepienie prezbiterium ukazuje scenę Koronacji Maryi Panny na Królową Nieba i Ziemi oraz alegorię Wniebowzięcia. Ponad kapitelami filarów, które dekorują malowidła ornamentalne – wizerunki 12 apostołów i symbole czterech ewangelistów: anioł, lew, byk i orzeł. W nawach bocznych przedstawienie siedmiu sakramentów świętych i Arma Christi.
Miejsca namaszczenia podczas dedykacji zdobi dwanaście malowanych zacheuszków z miejscami na lampkę.
Płytkie nisze zamknięte półkolem wewnątrz prezbiterium obrazują postacie ówczesnych świętych i błogosławionych, w tym: św. Bronisławy, św. Władysława, św. Wojciecha, bł. Kingi, św. Jana Kantego, św. Stanisława, św. Jacka Odrowąża, Służebnicy Bożej Anieli Salawy, brata Alberta Chmielowskiego, św. Kazimierza Królewicza, św. Jana z Dukli, św. Andrzeja Boboli, o. Maksymiliana Kolbego, Sługi Bożego ks. Jana Balickiego, a ściany kościoła sceny ewangeliczne: błogosławieństwo dzieci, cudowne rozmnożenie chleba, spotkanie Jezusa i Marii Magdaleny i zwątpienie Piotra na wzburzonym morzu. W kaplicy motywy związane z męką i śmiercią Jezusa oraz przedstawienia: św. Katarzyny od Krzyża, Longina Setnika, św. Józefa, Matki Bożej Boleściwej, św. Jana i św. Salome. Polichromia w dużej mierze została ufundowana przez Polonię amerykańską w latach 60. XX wieku, odnowiona i przemalowana staraniem parafian w 2009 r.

### Witraże
Świątynię uświetniają liczne witraże wykonane w latach 1993-1994 w pracowni witrażu przy INCO-Veritas we Wrocławiu i zaprojektowane przez wybitnego artystę plastyka Zygmunta Czyża - grafika i rysownika, czołowego przedstawiciela polskiej sztuki Nowej Figuracji. Poświęcone 21 kwietnia 1996. W prezbiterium ukazują sceny z życia Jezusa Chrystusa, a w nawach wizerunki ówczesnych błogosławionych i świętych katolickich, w tym:
- św. Dominika Savio – patrona dzieci i młodzieży,
- św. Floriana – patrona strażaków,
- św. Izydora – patrona rolników,
- św. Mikołaja – patrona parafii Bączal Dolny,
- św. Maksymiliana Kolbego,
- św. Krzysztofa – patrona kierowców,
- bł. Faustynę Kowalską – apostołkę Bożego Miłosierdzia,
- bł. Józefa Sebastiana Pelczara – patrona diecezji rzeszowskiej,
- bł. Karolinę Kózkę – patronkę diecezji rzeszowskiej,
- papieża Jana Pawła II,
- Zesłanie Ducha Świętego,
- Matkę Bożą Bączalską,
- sceny z życia i męki Jezusa Chrystusa (w prezbiterium),
- Grób Pański nad mensą ołtarzową (w kaplicy) i Ecce Homo,
- w zakrystii ukazujący postać budowniczego kościoła – ks. prałata Stanisława Czernieca[17].

### Pojemność
Pojemność kościoła to rząd wielkości 410 – 440 miejsc siedzących ulokowanych w nawie głównej, dwóch nawach bocznych, na emporze i w kaplicy kościelnej, nie wliczając miejsc stojących.

## Kaplica Krzyża Świętego

### Korpus
Kaplica została dobudowana do prezbiterium po stronie północnej, znajduje się w bezpośrednim sąsiedztwie kruchty bocznej. Wzorowana na Kaplicy Zygmuntowskiej na Wawelu. Z zewnątrz, jak i wewnątrz bez bogatej dekoracji rzeźbiarskiej. Prosta kompozycja z zewnątrz kaplicy określona została jako zespół czterech brył geometrycznych, spiętrzonych w trzech kondygnacjach: (1) przyziemia w formie sześcianu stanowiącego korpus, (2) części złożonej z ośmiobocznego, regularnego graniastosłupa bębna, przeprutego kolistymi oknami oraz wydłużonej kopuły, (3) ostatniej części – walcowatej latarni ze zwieńczonej iglicą. Do wnętrza prowadzą dwa wejścia: z babińca i bezpośrednio z prezbiterium.

### Bęben
Bęben z zewnątrz na planie ośmioboku, z kolistymi oknami odrobionymi witrażami. Prosty, bez wyraźnej sztukaterii.

### Kopuła
Kopuła pokryta jest jednolitą blachą z całością kościoła. Podniebienie kopuły koloru niebieskiego  – gładkie, bez zdobień. Na szczycie znajduje się walcowata latarnia z ośmioma wąskimi przeźroczami. Warstwę wierzchnią latarni pokrywa korona, podobna do korony książęcej. Całość wieńczy smukła iglica.

### Dekoracja wnętrza
Ołtarz Krzyża Świętego, a nad nim monumentalny krucyfiks – podarunek od mieszczan bieckich za udzielenie pomocy w trudnych czasach zarazy, sprzed 1721 roku. Kaplicę zdobi dekoracja malarska związana z męką Jezusa, w tym postacie: św. Katarzyny ze Sieny, św. Weroniki i św. Longina Setnika, św. Salome i innych. Okna zdobią witraże z motywami wzgórza Golgoty i Grobu Pańskiego z przedstawieniami aniołów i Ecce Homo.

## Epitafia i tablice pamiątkowe
W kościele znajdują się następujące tablice pamiątkowe i epitafia:
- tablica Świętego Roku Milenijnego 2000 wykonana z czarnego marmuru, barwiona,
- epitafium Władysława Stoja z Irvington – fundatora kaplicy i ołtarza Krzyża Świętego, z jasnego marmuru (w kaplicy)
- epitafium fundatora polichromii (nie zachowane),

## Otoczenie

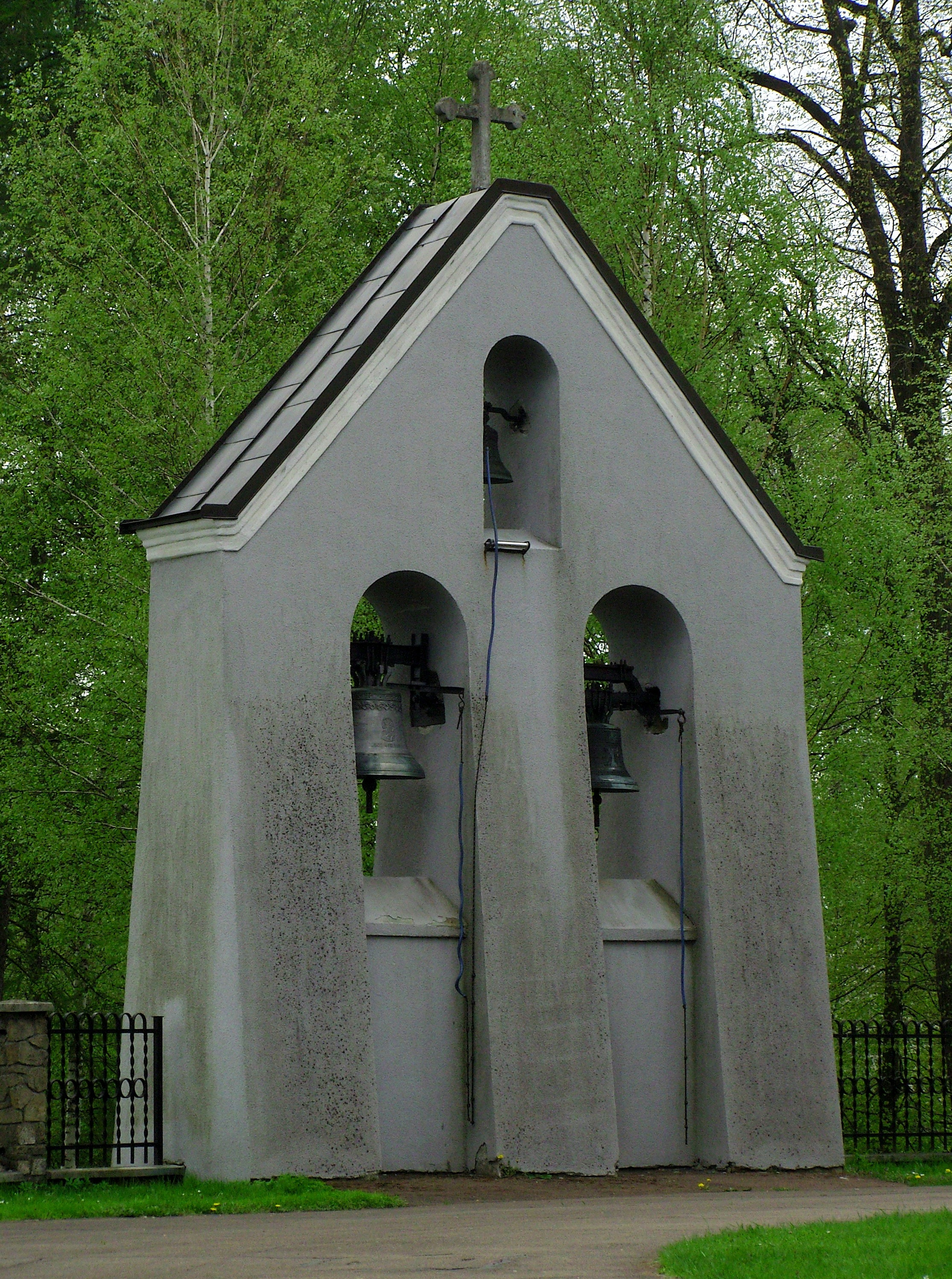
Zabytkowa dzwonnica parawanowa

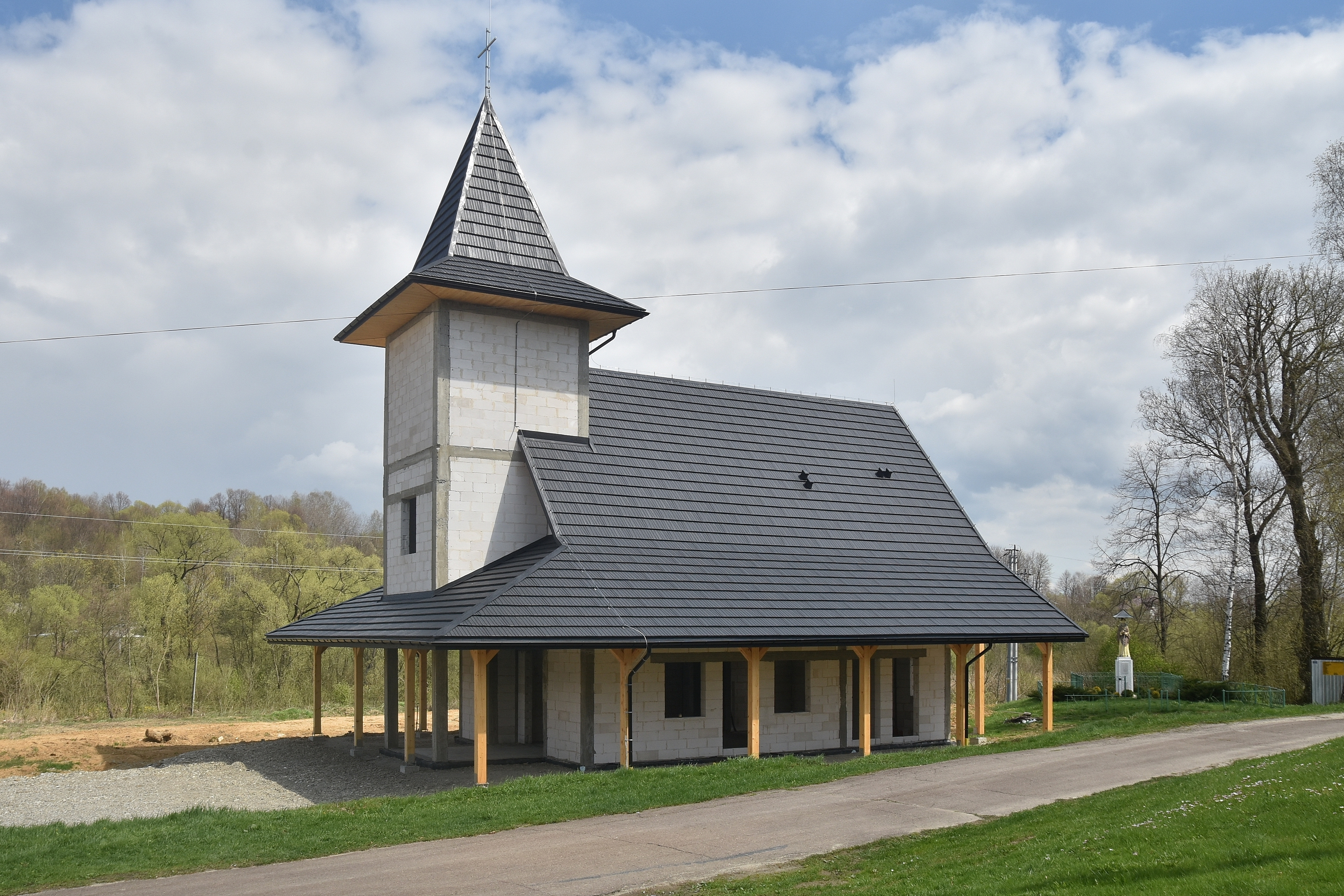
Kaplica przedpogrzebowa

W skład zespołu kościelnego wchodzą ponadto:
- parawanowa dzwonnica z 1925 roku z przeznaczeniem na trzy dzwony (obecnie mieści następujące dzwony: Józef z 1956 roku, Jakób i II Tysiąclecia z 1974 roku), wzniesiona dla potrzeb poprzedniego kościoła[19]. W 1942 roku okupant hitlerowski zagrabił ówczesne dzwony, w tym największy - czterysta-kilogramowy, ufundowany w latach 20. XX wieku przez emigrantów ze Stanów Zjednoczonych, a poświęcony w 1934 roku; odznaczający się wysoką wartością artystyczną. Podczas prób odzyskania z wagonu na stacji kolejowej w Skołyszynie został rozbity.
- drewniany krzyż misyjny z tabliczkami misji świętych odbytych na przestrzeni lat,
- klasycystyczna kapliczka św. Barbary, wybudowana z kamienia w latach 1800-1825[20],
- figura św. Mikołaja na wysokim postumencie, ogrodzona metalowym płotkiem (w miejscu poprzedniego, gotyckiego kościoła św. Mikołaja wybudowanego z bali jodłowych ciosanych toporem),
- drewniana plebania z 1923 roku wybudowana w stylu dworkowym, na wysokiej kamiennej podmurówce, pochodzącej z elementów rozebranej XIX-wiecznej karczmy, z dwoma gankami (od północy i południa) i otoczona starodrzewiem lipy drobnolistnej i dębu bezszypułkowego[21] - drzew, które liczą około 200-300 lat.
- kaplica przedpogrzebowa z 2021 nawiązująca pod względem architektonicznym do drewnianego kościoła[22]
- tablica informacji turystycznej szlaku „Projekt Atlas”, ukazującego najciekawsze miejsca Beskidu Niskiego i Pogórza[23].

Nieopodal znajdują się dwa cmentarze parafialne: na wschód – zabytkowy, stary cmentarz założony w 1786, na którym pochówków zaprzestano pod koniec lat 40. XX wieku oraz na południe – nowy cmentarz, erygowany w 1952 roku.